# Parlementsverkiezingen in Mali (1988)
De algemene verkiezingen in Mali van 1988 vonden op 26 juni plaats. De verkiezingen voor de Nationale Vergadering werden gehouden op basis van een eenpartijstelsel met de Union démocratique du peuple malien (UDMP) als enige toegestane partij; wel waren er meerdere kandidaten per zetel. Een groot deel van de zittende parlementariërs (42) werd niet herkozen. De opkomst was met 98% hoog.
| Partij                          | Partij                              | Zetels    | %      |
| ------------------------------- | ----------------------------------- | --------- | ------ |
|                                 | Union démocratique du peuple malien | 82        |        |
| Tegen                           |                                     |           |        |
| Totaal                          | Totaal                              | 82        | 100,00 |
|                                 |                                     |           |        |
| Geregistreerde kiezers/ opkomst | Geregistreerde kiezers/ opkomst     | 3.701.006 | 97,80  |
| Bron: IPU                       |                                     |           |        |

UDPM (Voor): 3.615.779 stemmen
Tegen: 4.695 stemmen